# Luís Francisco, Príncipe de Conti
Luís Francisco de Bourbon ou Luís Francisco I, Príncipe de Conti (em francês: Louis-François de Bourbon; Paris, 13 de agosto de 1717 - Paris, 2 de agosto de 1776 ), ele foi Príncipe de Conti, Conde de La Marche, Duque de Mercoeur, general e diplomata. Filho de Luís Armando II, Príncipe de Conti e Luísa Isabel de Bourbon.
Luís Francisco foi uma das figuras-chave na oposição de Luís XV da França, e desempenhou um papel central na vida da corte do Palácio de Versalhes entre 1740 e 1750, além de um papel ambíguo na cidade de Paris entre os anos 1760 e 1770. Luís Francisco foi um dos maiores colecionadores do século XVIII.

## Casamento e descendência
A 22 de janeiro de 1732, Luís Francisco casa com uma das suas primas, a filha mais nova do Regente, Luísa Diana de Orleães (1716-1736), que engravida duas vezes:
- Luís Francisco José (Louis François Joseph) (1 de setembro de 1734 – 13 de março de 1814), conde de La Marche e o último dos Príncipes de Conti.
- Filho natimorto (26 de setembro de 1736).

A princesa vem a falecer dois anos depois, apenas com 20 anos, deixando Luis Francisco viúvo aos 19 anos e pai de um menino. O príncipe não contrairá outro casamento, apesar de o terem apontado como um partido possível para Madame Adelaide, filha de Luís XV.
Um ano após ficar viúvo, estabelece uma ligação com a filha ilegítima do financeiro Samuel Bernard, Maria Ana Luísa Fontaine conhecida por Madame Panneau d'Arty, a quem ele oferece o castelo de Stors. Luís Francisco ontem os bens da amante que rapidamente delapida a fortuna, terminando a relação em 1760. Sucede-lhe uma nova amante, Marie Charlotte Hippolyte de Campet de Saujon, condessa de Boufflers.
O príncipe tem ainda uma ligação com Maria Claudia Gaucher-Dailly, chamada de Madame de Brimont, de quem tem dois filhos naturais reconhecidos por testamento na ante-véspera da sua morte:
- Francisco Cláudio Fausto de Bourbon-Conty (François-Claude-Fauste) (1771-1833), intitulado Cavaleiro de Rémoville em 1815 e Marquês de Bourbon-Conty durante a Restauração, morre sem aliança e sem geração;
- Maria Francisco Félix de Bourbon-Conty (Marie-François-Félix) (1772-1840), o cavaleiro de Hattonville, intitulado Cavaleiro de Bourbon-Conty em 1815, e depois conde em 1824.

Por fim, teve uma filha nascida dos seus amores ilegítimos com Luísa Joana de Durfort, duquesa de Mazarin:
- Amélia Gabriela Estefânia Luísa (Amélie-Gabrielle-Stéphanie-Louise) (1756-1825) que ao longo de toda a sua vida reclamou ser filha do príncipe e, por isso, usava o apelido de Bourbon-Conti. Recebe uma pensão de Luís XVI em 1788. Conhecida pelo nome de Condessa de Montcairzain (anagrama de Conti e Mazarin), visita Madame Royale detida no Templo em 1795. Escreve as suas memórias em 1798[1].